# 레퓌블리크역

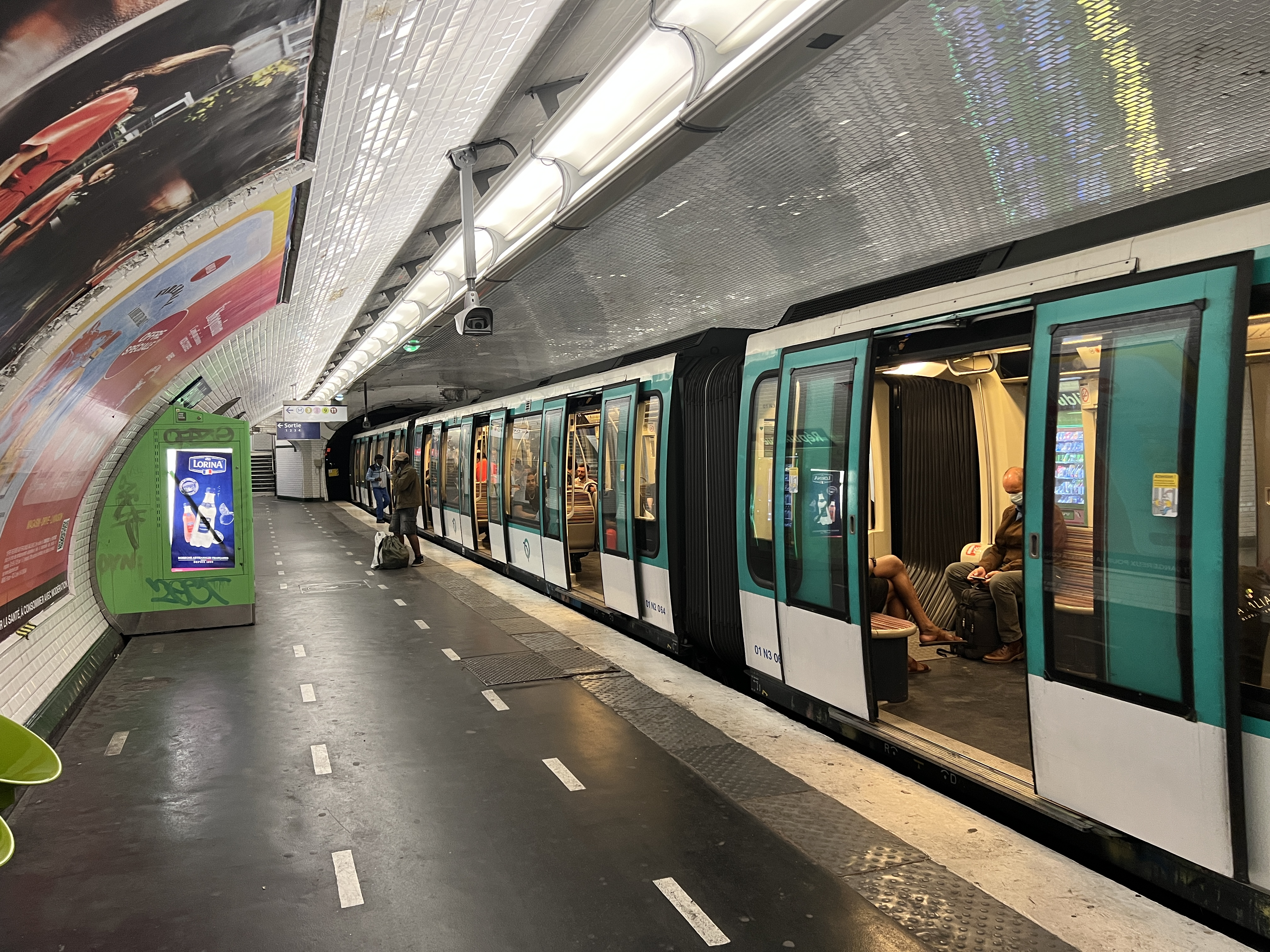
레퓌블릭크역의 5호선 플랫폼

레퓌블리크역(République, 프랑스어 발음: [ʁepyblik])은 파리 메트로의 파리 메트로 3호선, 파리 메트로 5호선, 파리 메트로 8호선, 파리 메트로 9호선, 파리 메트로 11호선에 있는 역이다. 이 건물은 파리 3구, 파리 10구, 파리 11구의 삼점 경계에 있는 레퓌블리크 광장(Place de la République) 아래에 위치해 있다. 중요한 교류역이다. 이용객 수는 1,660만 명(2019년)으로 메트로 네트워크의 302개 네트워크 중 7번째로 혼잡하다.